# Ministère de l'Éducation (Tunisie)
Pour les articles homonymes, voir Ministère de l'Éducation.
Le ministère de l'Éducation (arabe : وزارة التربية) est le ministère tunisien chargé de l'enseignement scolaire. Il est dirigé par Noureddine Nouri depuis le 25 août 2024.
Le siège central du ministère se trouve au boulevard Bab Bnet de Tunis.

## Missions et attributions
Le ministère est chargé de garantir le droit à l'instruction et à la formation de tous les Tunisiens et de toutes les Tunisiennes, conformément à la loi d'orientation n°2002-80 du 23 juillet 2002 relative à l'éducation et à l'enseignement.
Il accorde une attention particulière aux enfants ayant des besoins spécifiques et à ceux des ressortissants tunisiens à l'étranger. Il doit aussi développer et promouvoir le système d'éducation et de formation, de manière à contribuer à l'élévation du niveau général, scientifique et culturel de la population. Ceci doit permettre aux individus d'accéder aux formes les plus élevées du savoir et aux plus hauts degrés de qualification en réponse aux demandes de la société, aux besoins de développement du pays et dans la perspective de l'édification d'une économie nationale fondée sur le savoir.
Dans cette perspective, le ministère dirige l'appareil public d'éducation et de formation et les institutions et structures qui en relèvent au niveau central, régional et local ; il en assure le suivi et le développement selon des normes de qualité et le principe d'équité. Il exerce également sa tutelle sur les établissements et espaces privés d'éducation préscolaire et les établissements d'enseignement scolaire et de formation professionnelle dépendant du secteur privé et du secteur associatif.
Le ministère de l'Éducation est chargé, dans le cadre de la politique générale de l'État, de définir les choix nationaux dans les domaines de l'éducation et de l'enseignement scolaire, d'élaborer les plans et les programmes adaptés, de les mettre en œuvre et d'en évaluer les résultats.

## Organisation

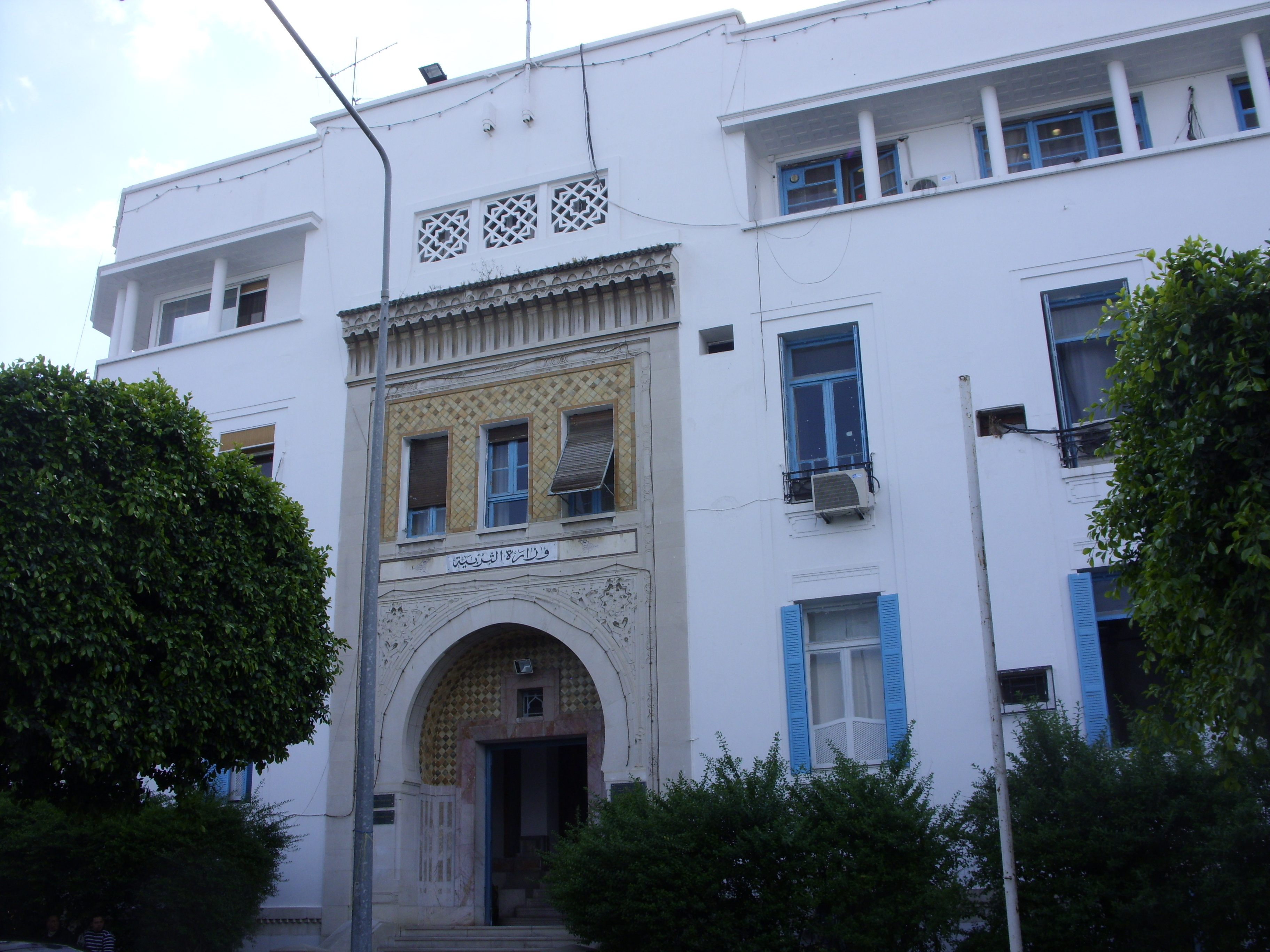
Siège du ministère.

Il s'organise selon le décret n°2009-3779 du 21 décembre 2009 comme suit :
- Ministre de l'Éducation
  - Cabinet du ministre
    - Bureau d'ordre central
    - Bureau d'accueil et des relations publiques
    - Bureau du suivi des décisions du conseil des ministres, des conseils ministériels restreints et des conseils interministériels, et des rapports avec le Parlement
    - Bureau des relations avec les organisations et les associations
    - Bureau des relations avec le citoyen
    - Cellule des marchés publics
    - Observatoire national des compétences et des métiers innovants

  - Secrétariat général du ministère
    - Bureau de la sécurité et de la permanence
    - Bureau de la gestion du parc-auto
    - Structures de soutien
    - Direction de la coordination de la tutelle
    - Direction de l'organisation, de la documentation et des archives
    - Direction de la coordination entre les directions régionales
- Structures spécifiques de l'éducation et de la formation
  - Direction générale du cycle primaire
  - Direction générale du cycle préparatoire et de l'enseignement secondaire
  - Direction générale des services de formation destinés aux entreprises
  - Direction de la communication
- Structures de l'inspection, du suivi et de l'évaluation
  - Inspection générale administrative et financière
  - Inspection générale de la pédagogie de l'éducation et de la formation
  - Direction générale des examens
  - Direction générale de l'évaluation et de la qualité
- Structures de soutien
  - Direction générale des études, de la planification et des systèmes d'information
  - Direction générale des ressources humaines
  - Direction générale des affaires financières
  - Direction générale du bâtiment et de l'équipement
  - Direction générale des affaires juridiques et du contentieux
  - Direction générale de la coopération internationale
  - Direction générale de l'informatique et de l'administration électronique
- Directions régionales de l'éducation et de la formation
- Commission nationale pour l'éducation, la science et la culture

## Ministre
Le ministre de l'Éducation est nommé par le président de la République. Il dirige le ministère et participe au Conseil des ministres.

### Historique
La direction de l'enseignement, ancêtre du ministère de l'Éducation, est créée par le décret beylical du 6 mai 1883, pendant le protectorat français de Tunisie.
Appelée successivement Direction de l'Enseignement en Tunisie (1883), Direction de l'Enseignement public en Tunisie (1908), Direction générale de l'Instruction publique et des Beaux-arts en Tunisie (1919) et enfin Direction de l'Instruction publique (1948), cette administration est l'un des quatre ministères, avec les Travaux publics, les Finances et les Postes et Télécommunications, qui restent aux mains des administrateurs français jusqu'à la promulgation de l'autonomie interne en 1955. Les titulaires du poste sont nommés par le résident général de France en Tunisie. Ce sont de hauts fonctionnaires, désignés en fonction de leurs compétences et non d'une appartenance à un parti quelconque. Ils siègent au Conseil des ministres aux côtés des ministres tunisiens.
Les directeurs généraux successifs sont :
- Louis Machuel (1883-1908)[2]
- Sébastien Charléty (1908-1919)[3]
- Théodore Rosset (1919-1922)[4]
- Henri Doliveux (1919-1927)
- Émile Gau (1927-1937)
- Paul-Martin Cheffaud (1937-1941)[5]
- Roger Le Tourneau (1941-1943)[6],[7]
- Georges Gaston (1943?-1948)
- Lucien Paye (1948-1955)[8]

Le ministre actuel est Noureddine Nouri, titulaire du portefeuille dans le gouvernement Madouri/Zaafrani, depuis le 25 août 2024.

### Liste
| Image | Nom                                          | Parti             |  | Gouvernement                                                 | Début du mandat   | Fin du mandat    |
| ----- | -------------------------------------------- | ----------------- |  | ------------------------------------------------------------ | ----------------- | ---------------- |
|       | Jallouli Farès                               | Néo-Destour       |  | Gouvernement Ben Ammar                                       | 17 septembre 1955 | 15 avril 1956    |
|       | Lamine Chebbi                                | Néo-Destour       |  | Gouvernement Bourguiba I Gouvernement Bourguiba II           | 15 avril 1956     | 6 mai 1958       |
|       | Mahmoud Messadi                              | Néo-Destour PSD   |  | Gouvernement Bourguiba II                                    | 6 mai 1958        | 24 octobre 1968  |
|       | Ahmed Ben Salah                              | PSD               |  | Gouvernement Bourguiba II                                    | 24 octobre 1968   | 7 novembre 1969  |
|       | Ahmed Noureddine                             | PSD               |  | Gouvernement Ladgham                                         | 7 novembre 1969   | 27 décembre 1969 |
|       | Mohamed Mzali                                | PSD               |  | Gouvernement Ladgham                                         | 27 décembre 1969  | 12 juin 1970     |
|       | Chedly Ayari                                 | PSD               |  | Gouvernement Ladgham                                         | 12 juin 1970      | 29 octobre 1971  |
|       | Mohamed Mzali                                | PSD               |  | Gouvernement Ladgham Gouvernement Nouira                     | 29 octobre 1971   | 17 mars 1973     |
|       | Driss Guiga                                  | PSD               |  | Gouvernement Nouira                                          | 17 mars 1973      | 31 mai 1976      |
|       | Mohamed Mzali                                | PSD               |  | Gouvernement Nouira                                          | 31 mai 1976       | 25 avril 1980    |
|       | Mohamed Fraj Chedly                          | PSD               |  | Gouvernement Mohamed Mzali                                   | 25 avril 1980     | 5 mai 1986       |
|       | Abdelaziz Ben Dhia                           | PSD               |  | Gouvernement Mohamed Mzali Gouvernement Sfar                 | 5 mai 1986        | 30 juillet 1986  |
|       | Amor Chadli                                  | PSD               |  | Gouvernement Sfar                                            | 30 juillet 1986   | 16 mai 1987      |
|       | Mohamed Sayah (avec rang de ministre d'État) | PSD               |  | Gouvernement Sfar Gouvernement Ben Ali                       | 16 mai 1987       | 7 novembre 1987  |
|       | Tijani Chelli                                | PSD RCD           |  | Gouvernement Hédi Baccouche I                                | 7 novembre 1987   | 11 avril 1988    |
|       | Mohamed Hédi Khelil                          | RCD               |  | Gouvernement Hédi Baccouche I Gouvernement Hédi Baccouche II | 11 avril 1988     | 11 avril 1989    |
|       | Mohamed Charfi                               | RCD               |  | Gouvernement Hédi Baccouche III Gouvernement Karoui          | 11 avril 1989     | 1er juin 1994    |
|       | Ahmed Friaâ                                  | RCD               |  | Gouvernement Karoui                                          | 1er juin 1994     | 16 novembre 1994 |
|       | Hatem Ben Othman                             | RCD               |  | Gouvernement Karoui                                          | 14 novembre 1994  | 9 octobre 1997   |
|       | Ridha Ferchiou                               | RCD               |  | Gouvernement Karoui                                          | 9 octobre 1997    | 15 février 1999  |
|       | Abderrahim Zouari                            | RCD               |  | Gouvernement Karoui                                          | 15 février 1999   | 17 novembre 1999 |
|       | Ahmed Iyadh Ouederni                         | RCD               |  | Gouvernement Ghannouchi I                                    | 17 novembre 1999  | 23 janvier 2001  |
|       | Moncer Rouissi                               | RCD               |  | Gouvernement Ghannouchi I                                    | 23 janvier 2001   | 25 août 2003     |
|       | Mohamed Raouf Najar                          | RCD               |  | Gouvernement Ghannouchi I                                    | 25 août 2003      | 17 août 2005     |
|       | Sadok Korbi                                  | RCD               |  | Gouvernement Ghannouchi I                                    | 17 août 2005      | 29 août 2008     |
|       | Hatem Ben Salem                              | RCD               |  | Gouvernement Ghannouchi I                                    | 29 août 2008      | 17 janvier 2011  |
|       | Taïeb Baccouche                              | Indépendant       |  | Gouvernement Ghannouchi II Gouvernement Caïd Essebsi         | 17 janvier 2011   | 24 décembre 2011 |
|       | Abdellatif Abid                              | Ettakatol         |  | Gouvernement Jebali                                          | 24 décembre 2011  | 13 mars 2013     |
|       | Salem Labiadh                                | Indépendant       |  | Gouvernement Larayedh                                        | 13 mars 2013      | 29 janvier 2014  |
|       | Fathi Jarray                                 | Indépendant       |  | Gouvernement Jomaa                                           | 29 janvier 2014   | 6 février 2015   |
|       | Néji Jalloul                                 | Nidaa Tounes      |  | Gouvernement Essid Gouvernement Chahed                       | 6 février 2015    | 30 avril 2017    |
|       | Slim Khalbous (intérim)                      | Indépendant       |  | Gouvernement Chahed                                          | 30 avril 2017     | 6 septembre 2017 |
|       | Hatem Ben Salem                              | Nidaa Tounes      |  | Gouvernement Chahed                                          | 6 septembre 2017  | 27 février 2020  |
|       | Mohamed Hamdi                                | Courant démocrate |  | Gouvernement Fakhfakh                                        | 27 février 2020   | 2 septembre 2020 |
|       | Fethi Sellaouti                              | Indépendant       |  | Gouvernement Mechichi Gouvernement Bouden                    | 2 septembre 2020  | 30 janvier 2023  |
|       | Mohamed Ali Boughdiri                        | Indépendant       |  | Gouvernement Bouden/Hachani                                  | 30 janvier 2023   | 1er avril 2024   |
|       | Saloua Abassi                                | Indépendante      |  | Gouvernement Hachani/Madouri                                 | 1er avril 2024    | 25 août 2024     |
|       | Noureddine Nouri                             | Indépendant       |  | Gouvernement Madouri/Zaafrani                                | 25 août 2024      | en cours'        |

## Secrétaires d'État
- 11 avril 1989-3 mars 1990 : Ahmed Khaled
- mars-décembre 2011 : Hassen Annabi